# Henri Logelain
Henri Logelain né le 11 février 1889 à Ixelles, où il est mort le 12 janvier 1968, est un peintre, dessinateur, aquarelliste, graveur et pédagogue belge.

## Biographie
Henri Logelain étudie à l'Académie des beaux-arts de Bruxelles et à Rome, à l'Academia Belgica. Il expose ses œuvres à partir de l'année 1911. Il professe à l'Académie des beaux-arts de Louvain ainsi qu'à l’École des arts décoratifs de Vilvorde. Logelain est membre de l'atelier libre L'Effort où il rencontre Auguste Oleffe, de la Société royale belge des aquarellistes et de la Société belge des peintres de la mer.
Aquarelliste à ses débuts, ses sujets de prédilection sont les paysages, les natures mortes, les marines, les vues urbaines et les portraits. Peintre néo-impressionniste, il connaît une période fauve vers 1910. Il voyage au Congo belge en 1938 et y effectue de nombreux portraits de congolais. Il a habité à Ixelles au 178, chaussée de Wavre, puis au 126, rue Elise.
Parmi ses élèves figure Jean Speliers.

## Œuvres dans les collections publiques
Ses œuvres se trouvent à Bruxelles au cabinet des estampes de la Bibliothèque royale de Belgique et à l'Institut d'histoire ouvrière, économique et sociale , ainsi qu'aux musées de Bruxelles, Gand, Ixelles, Arlon (musée Gaspar), Charleroi, Courtrai, Namur et Ostende.

## Hommages et distinctions
Un monument avec un médaillon à son effigie sculpté par René Cliquet orne les jardins de l'abbaye de la Cambre à Ixelles.
Il a reçu la distinction belge suivante en 1928 :
- Chevalier de l'ordre de la Couronne.